# Динамовская улица (Москва)
Дина́мовская у́лица — улица в центре Москвы в Таганском районе между Воронцовской улицей и Крестьянской площадью.

## История

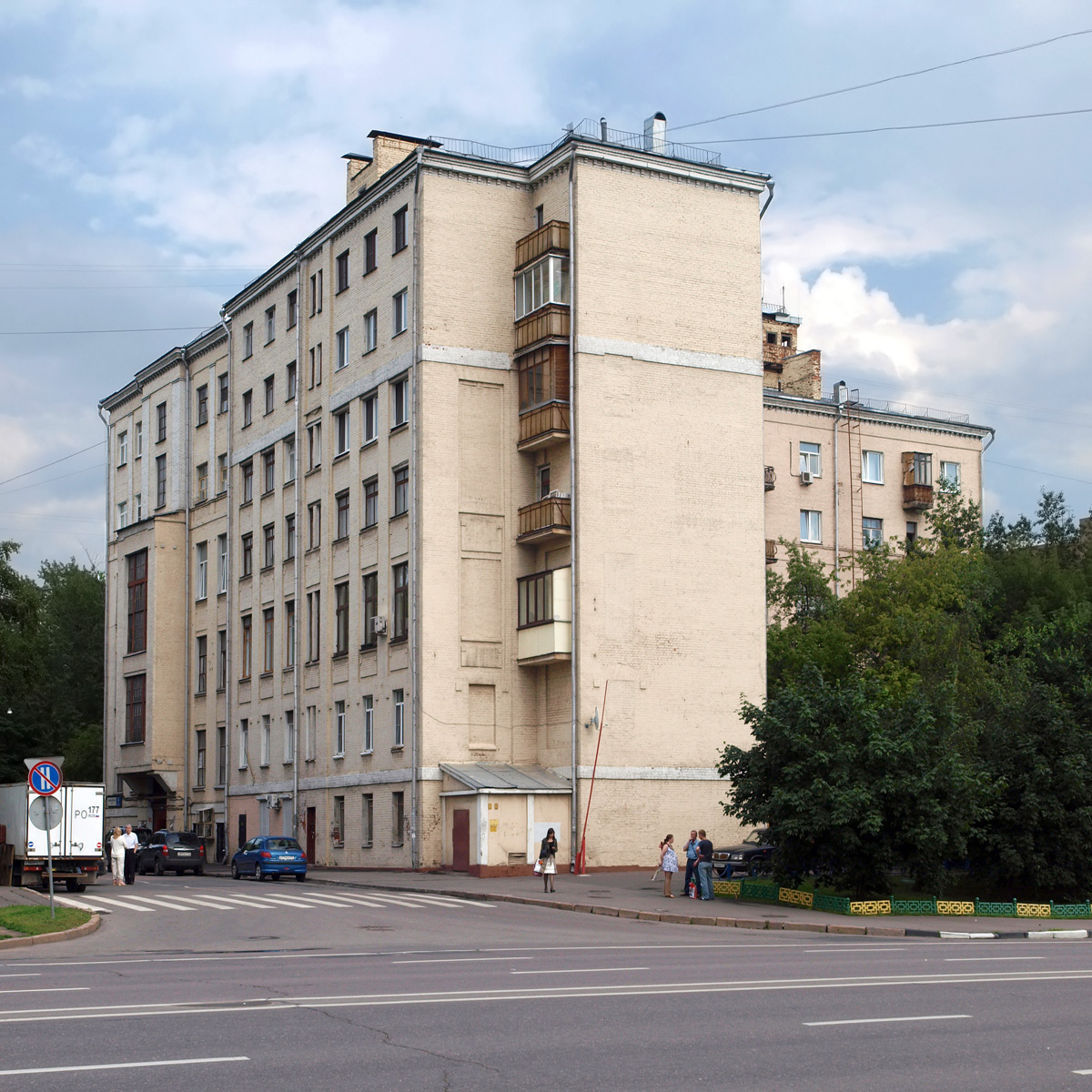
Динамовская, № 9/2. Первый дом построенный при Советской власти в 1923 году для рабочих завода «Динамо». Вид от Новоспасского проезда.

Названа в 1924 году в связи с сооружением здесь в 1923 году первого жилого дома для рабочих завода Динамо. Прежнее название — Сорокосвятская улица, по находящейся здесь церкви Сорока Мучеников Севастийских (известна с 1625 года). Каменная церковь построена в 1644—1645 годах; в 1932—1993 годах была закрыта.

## Описание

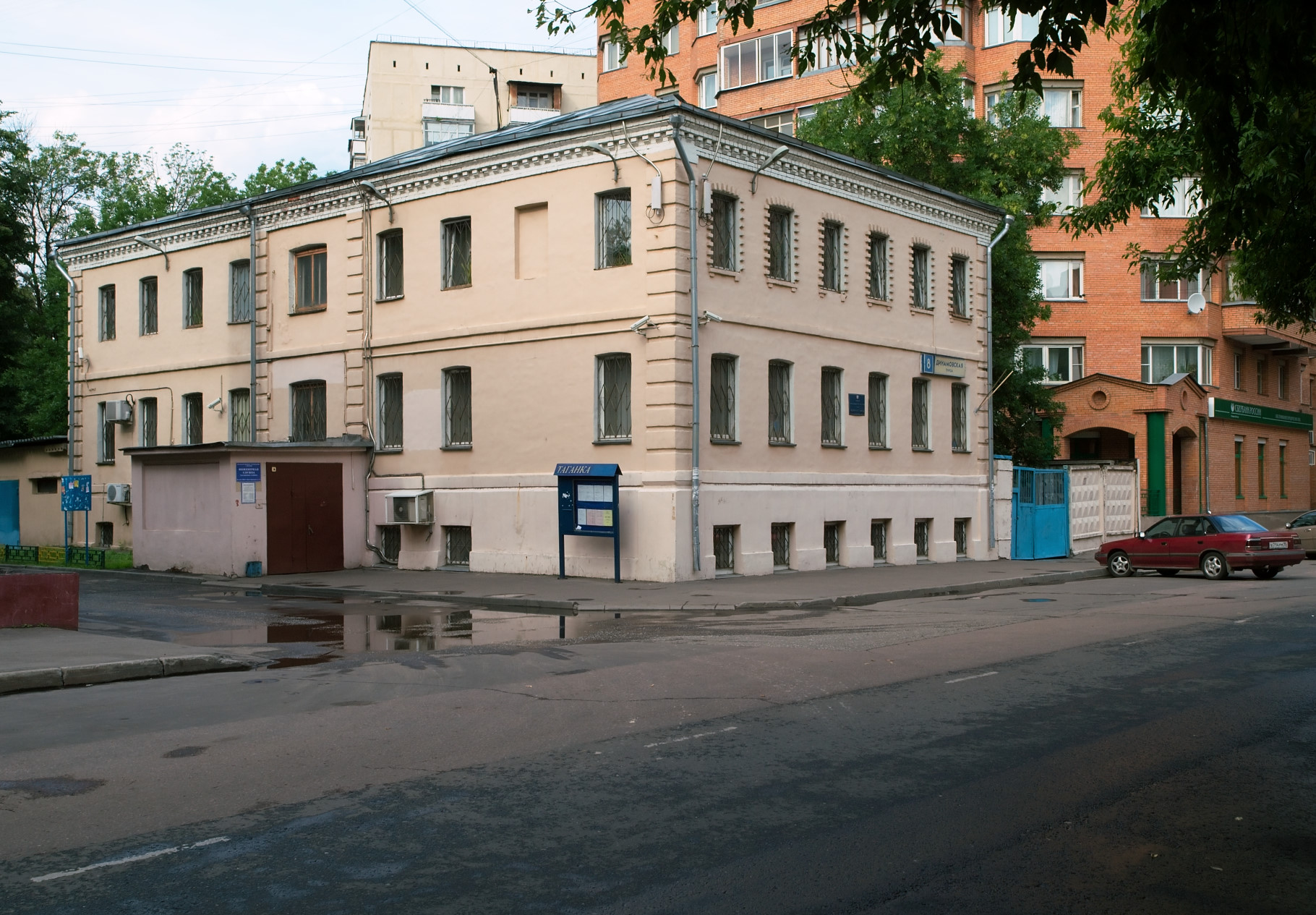
№ 8.

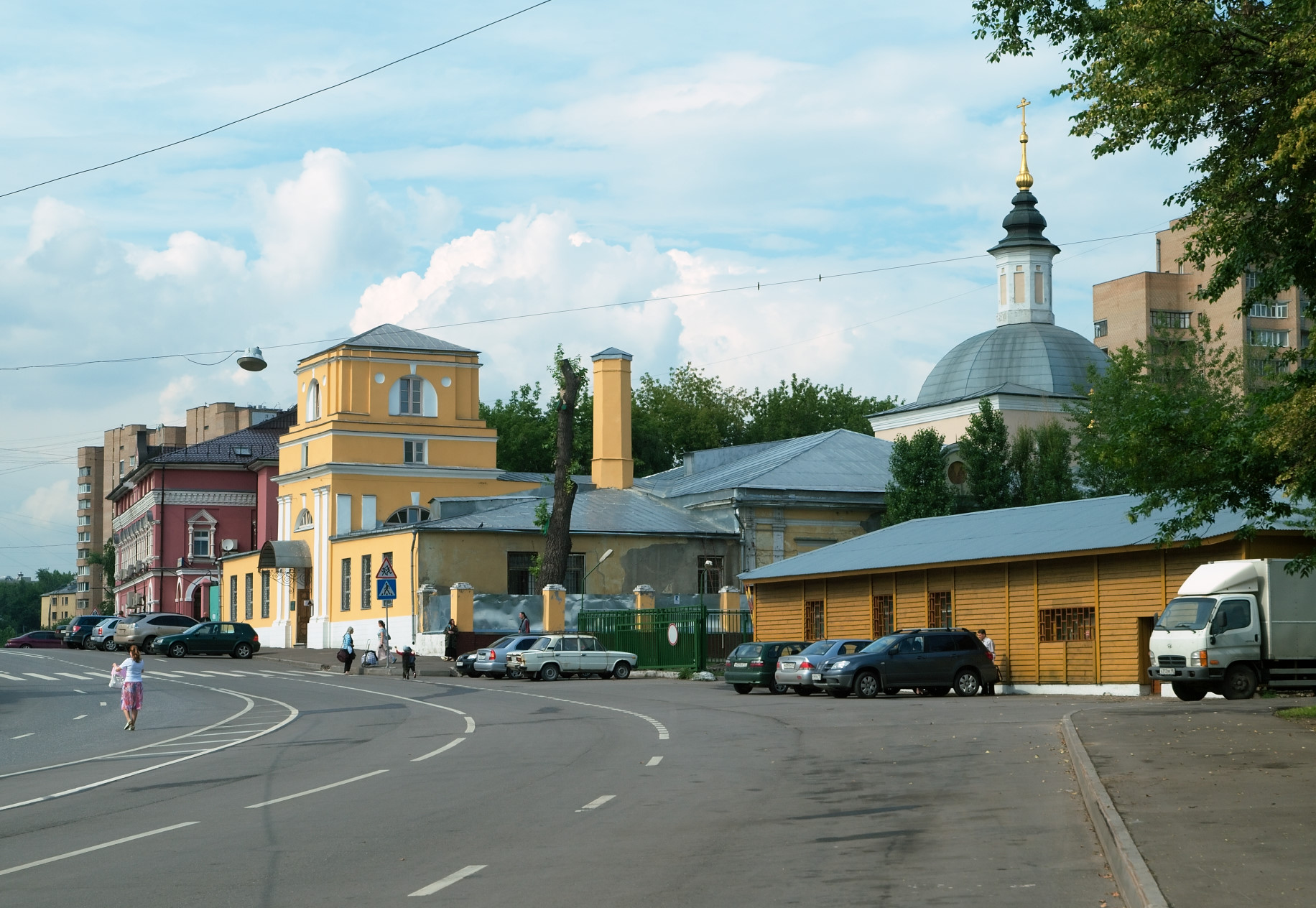
№ 28. Храм Сорока Севастийских мучеников. Вид от Саринского проезда.

Динамовская улица начинается от Воронцовской улицы, проходит на запад параллельно 3-й Крутицкий переулок, слева к ней примыкает 2-й Динамовский переулок, выходит на Новоспасский проезд. Конечный небольшой участок, отделенный от основной улицы Новоспасским проездом, проходит по Крестьянской площади до Саринского проезда. На нём расположен Храм Сорока Севастийских мучеников, а напротив — Новоспасский монастырь.

## Транспорт
Раньше по Динамовской улице ходил трамвай. Однако в конце 1970-х годов трамвайные пути были сняты, и движение трамваев было перенесено на Третий Крутицкий переулок.
В настоящее время общественный транспорт по Динамовской улице не ходит.

## Здания и сооружения
По нечётной стороне:
- Дом 1А — доходный дом Ф. А. Астахова (1915); издательство «Проект-Ф»;

По чётной стороне:
- Дом 28 — Храм Сорока Севастийских мучеников.